# Llista d'organitzacions de l'activisme pedòfil

Símbol en forma de papallona que representa la pedofília. Està format per quatre cors: un de gran i blau per a l'home, un de gran i rosa per a la dona, un de petit i blau per al nen i un de petit i rosa per a la nena. És utilitzat per associacions de defensa dels pedòfils de tot el món.

Les organitzacions de l'activisme pedòfil són aquelles associacions creades per tal d'aconseguir l'acceptació social de la pedofília. A partir del final dels setanta als EUA i de l'inici dels vuitanta es creen algunes organitzacions pedòfiles a Europa, com Martijn (1982) als Països Baixos. A l'inici dels noranta es crea als Països Baixos Internacional Pedophile and Child Emancipation, de vocació principalment informativa.
Algunes associacions pedòfiles, com la NAMBLA, Martijn i Project Truth, van pertànyer a l'Associació Internacional de Gais i Lesbianes des dels seus inicis i fins al 1994, any en què aquesta organització decideix expulsar-les. El 2012 els tribunals neerlandesos van il·legalitzar l'associació Martijn perquè «les activitats i les idees de l'associació són contràries a l'ordre públic i la moral». L'única associació pedòfila amb existència oficial és la NAMBLA.

## Organitzacions per països
Heus aquí una llista per ordre alfabètic de diferents organitzacions de l'activisme pedòfil d'Europa i els Estats Units, extintes o actives.

### Alemanya
- Aktion Freis Leben (AFL).[4]
- Arbeitskreis Päderastie-Pädophilie (AKP). En actiu al començament dels vuitanta.[5]
- Deutsche Studien und Arbeitsgemeinschaft Pädophilie (DSAP). En actiu entre final dels setanta i començament dels vuitanta.[4]
- Fach und Selbsthilfegruppe Paedophilie.[4]
- Indiannekomune. Autodefinida com una "comuna d'alliberament sexual dels infants", va ser activa als setanta i vuitanta. Avui podrien quedar alguns grups locals en actiu.[5]
- Kinderfrühling.[6]
- Pädoguppe, Rat und Tat-Zentrum.[4]
- Krumme 13 (K13). 1993-2003.[7][8]

### Austràlia
- Australian Man/Boy Love Association (AMBLA).[4]

### Bèlgica
- Dokumentatieidients Pedofilie (DSAP).[5]
- Centre de Recherche et d'Information sur l'Enfance et la Sexualité (CRIES). Va desaparèixer definitivament el 1988 amb la condemna dels seus principals membres.[9]
- Fach Und Selbsthilfegruppe. Fundat a l'inici de la dècada de 1990.[5]
- Stiekum.[5]
- Studiegroep Pedofilie.[5]

### Estat francès
- Groupe de Recherche pour une Enfance Différente (GRED). 1979-1987. Va publicar el butlletí Le Petit Gredin.[5]

### Estats Units
- Childhood Sesuality Circle (CSC). Fundada el 1975 a San Diego (Califòrnia) per un seguidor de Wilhelm Reich.[5]
- North American Man/Boy Love Association (NAMBLA). 1978-actualitat.
- Pedophile Information Society.[4]
- Project Truth. Va ser una de les organitzacions expulsades de l'ILGA el 1994.[2]

### Itàlia
- Gruppo P. Fundada el 1989 per Francesco Vallini, redactor de la revista gai Babilonia que va passar tres anys a la presó acusat d'associació criminal.[10] Va publicar el butlletí Corriere del pedofili.[11]

### Noruega
- Norwegian Pedophile Group (NAFP). Va arribar a estar inscrita en la federació d'associacions nacionals homosexuals. En ser expulsada va passar a la clandestinitat.[5]

### Països Baixos
- International Pedophile and Child Emancipation (IPCE). El seu lloc web aplega nombrosos treballs acadèmics sobre la pedofília.[2]
- Martijn (1982-2012). El 2012 va ser il·legalitzada pels tribunals neerlandesos, tot adduint que «les activitats i les idees de l'associació són contràries a l'ordre públic i la moral».[3]

### Quebec
- Coalition Pédophile Quebecois.[4]

### Regne Unit
- Paedophile Action for Liberation (PAL). 1974-?[5]
- Paedophile Information Exchange (PIE). 1974-1984. Va ser una associació anglesa de l'activisme pedòfil, fundada el 1974 i dissolta el 1984.[5]

### Suïssa
- Schweizerische Arbeitsgemeinschaft Pädophile (SAP).[5]

## Subgrups

### Alemanya
- AG-Pädo. Grup de suport fundat el 1991 al si de l'associació gai Arbeitsgruppe des Bundesverbandes Homosexualität (BVH). Després de la dissolució del BVH el 1997, va passar a formar part d'Arbeitsgemeinschaft Humane Sexualität (AHS).[12][4]

### Països Baixos
- Jon. Grup de suport de la Societat Neerlandesa per la Reforma Sexual (NVSH) fundat el 1979.[4]